# 진위후퉁역
진위후퉁역(金鱼胡同站)은 중국 베이징시 둥청구 둥화먼 가도의 왕푸징 대가·진위 호동·둥화먼 대가 교차로에 위치한 베이징 지하철 8호선 지하철역이다.
본 역은 2016년 11월 시공에 들어가 2021년 12월 31일 8호선 3기의 나머지 구간 개통과 함께 개정되면서, 남북 노선으로 분리되었던 8호선이 한개 노선으로 통합되었다.

## 위치
진위후퉁역은 베이징 내성 중부에 위치한 왕푸징 대가(남북방향)와 둥안먼 대가-진위 호동(金鱼胡同)(동서방향)이 만나는 지점에 남북으로 배치되어 있다.。이곳은 왕푸징 상가 보행로의 북쪽 끝이기도 하다. 둥안먼 대가(东安门大街)는 고궁 동화문과 이어져 고궁과 왕푸징을 잇는 주요 도로로, 이전엔 야시장이 있었으나, 도로의 불법 점거와 공간 점유 논란이 있었으며, 지하철 공사로 인해 폐쇄되었다.

## 역 구조

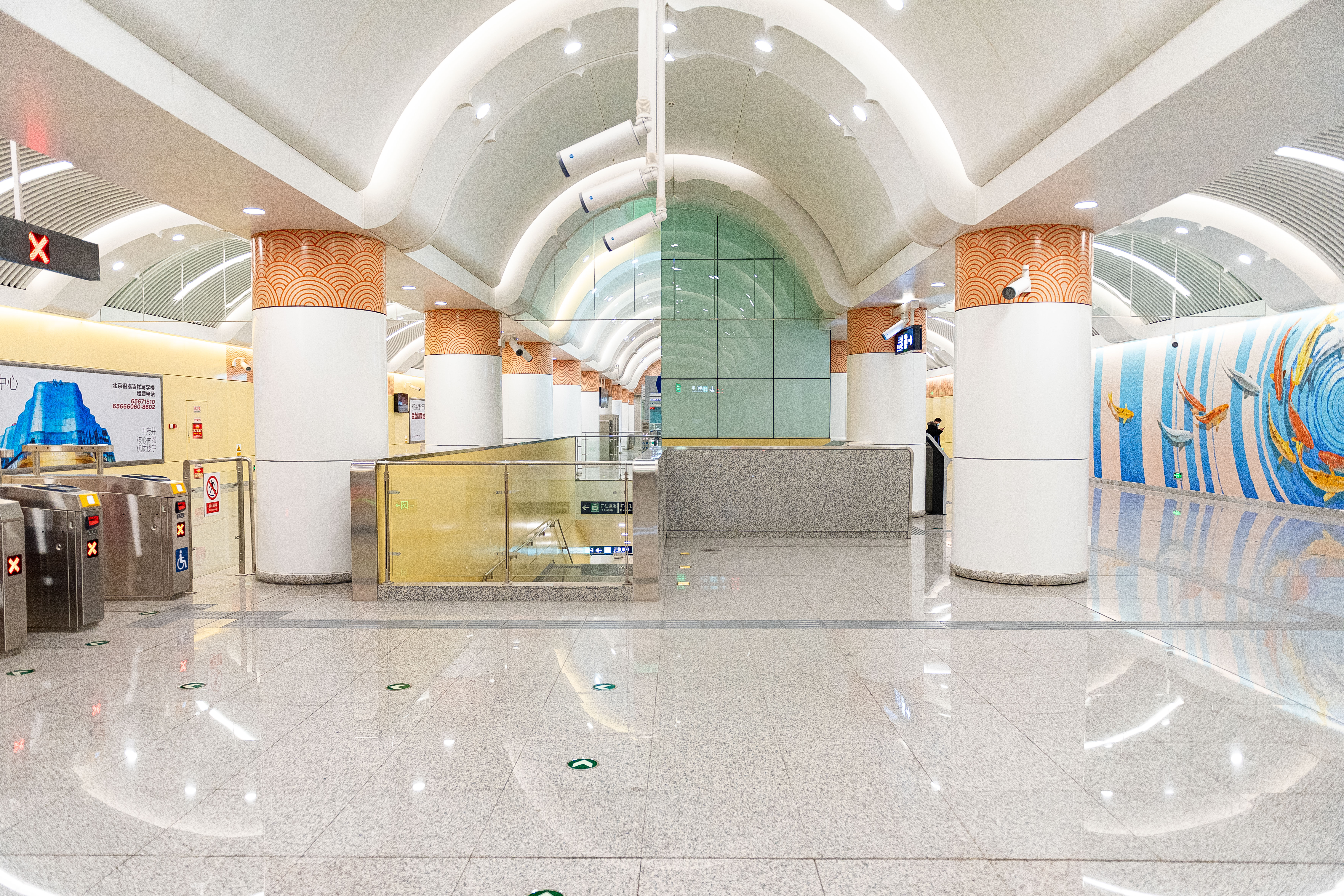
대합실

진위후퉁역은 지하 2층역으로 섬식 승강장으로 설계되었으며 승강장 폭은 14m다. 역은 굴착식으로 시공되었다. 역 기둥 상단에는 물고기 비늘무늬가 장식되어 있으며, 대합실 한쪽에는 길이 15m, 높이 4.5m의 예술벽 《연년유어(连年有鱼)》가 있으며, 뛰어오르는 금붕어의 문양이 “매년마다 행온과 여유를 빈다(吉祥如意，年年有余)”를 나타낸다.

### 층별 구조
| 지면층          | 가도                            | 출구                             |
| 지하 1층        | 대합실                          | 고객 센터, 자동매표기, 개집표기  |
| 지하 2층 승강장 | ←                               | ■ 8호선 주신좡 방면 (중국미술관) |
| 지하 2층 승강장 | 섬식 승강장, 왼쪽 출입문이 열림 |                                  |
| 지하 2층 승강장 | →                               | ■ 8호선 잉하이 방면 (왕푸징)     |

### 출구
본역은 4개의 출구가 있으며, 각 출구가 인근 상가와 연결되나, 남동쪽 출구인 B2출구는 상가 외에 지상으로 직접 연결된다. A출구(북서)는 왕푸징 해항성, B1출구(북동)는 인타이in88(롯데 인타이 백화점), B3출구(남동)는 베이징apm(신둥안 상가), C출구(서남)는 왕푸 국제센터(구 타오후이신톈)와 각각 연결되어 있다. 지상 출구는 B출구로 표시되어 있으며, 왕푸징인타이(王府井银泰) 및 베이징apm에 있는 출구는 따로 번호가 매겨지지 않았으며, 엘리베이터는 역 북동쪽(B출구가 있는 동남쪽이 아닌)에, 왕푸징인타이 북서쪽에 있었다.
|                                                                                  |                          |                                       |      |             |
| 출구                                                                             | 지시                     | 출구 인근                             | 사진 | 무장애 시설 |
| · 단일 출구이며, · 어떠한 출구와도 연결되어 있지 않기 때문에 · 출구 번호가 없다. | 왕푸징 대가 (王府井大街) | 왕푸징 대가 (동측)                    | 빈칸 |             |
| 出口 · B                                                                         | 진위 호동 (金鱼胡同)     | 진위 호동 (북측)                      |      | 빈칸        |
| 出口 · B                                                                         | 상가                     | 베이징 왕푸징 인타이in88, 진샹 대극장 |      | 빈칸        |
| 出口 · B                                                                         | 베이징apm                | 베이징apm                             |      | 빈칸        |
| 出口 · C                                                                         | 둥안먼 대가 (东安门大街) | 둥안먼 대가 (북측), 베이징 지하철     |      | 빈칸        |
| 아이콘 설명: 엘리베이터                                                          |                          |                                       |      |             |

## 주해
1. ↑  건설 당시에는 왕푸징 북역(王府井北站)이었다.